# Valois Johanna navarrai királyné
Valois Johanna (Châteauneuf-sur-Loire, 1343. június 24. – Évreux, 1373. november 3.) navarrai királyné

## Élete
1343. június 24-én, Châteauneuf-sur-Loireban született, kilenc gyermek közül ötödikként. 
Négy bátyja (Károly, Lajos, János, Fülöp) és négy húga (Mária, Ágnes, Margit és Izabella) volt. 
Szülei II. János francia király és annak első felesége, Csehországi Bonne királyi hercegnő voltak.
A hercegnő 6 éves volt, mikor édesanyja meghalt búbópestisben, apja pedig újranősült, I. Johannát, Auvergne grófnőjét vette feleségül, akitől újabb három gyermeke született: Johanna, Margit és Fülöp. (Ők mindhárman korán meghaltak, Johanna 16 évesen, Margit még csecsemőként, Fülöp pedig 15 évesen.)
A lányt először Brabanti Jánossal, III. János brabanti herceg fiával jegyezték el, ám abból a frigyből nem lett semmi, s a vőlegény már 1356 környékén elhunyt. 
Johanna 1352. február 12-én, 8 esztendősen, Chateau du Vivier városában (Coutevroult megyében) nőül ment saját unokatestvéréhez, Károly herceghez, III. Fülöp navarrai király fiához, a trónörököshöz, aki majdnem 11 évvel volt idősebb hitvesénél. 

## Gyermekei
A párnak összesen hét gyermeke született:
- Mária
- Károly, III. Károly néven ő lett Navarra következő uralkodója, felesége Kasztíliai Eleonóra volt
- Bonne
- Péter
- Fülöp
- Johanna, aki először Bretagne-i János herceghez ment nőül, második férje pedig IV. Henrik angol király lett, így vált az asszony a későbbi V. Henrik mostohaanyjává
- Blanka

## Halála
Johanna 1373. november 3-án, mindössze 1 évvel legkisebb gyermeke, Blanka születése után, harminc esztendősen, Evreux városában meghalt. Holttestét a Saint Denis apátság királyi kápolnájában helyezték végső nyugalomra. Özvegye, Károly 1387. január elsején, 54 évesen követte hitvesét a sírba. Johanna halála után nem nősült újra. 
Az asszony legidősebb bátyja, Károly, V. Károly néven lett francia király 1364-ben, másik bátyja, Lajos pedig I. Lajosként Nápoly királya volt 1382-től. János nevű fivéréből Berry hercege lett, Fülöp nevű testvérükből pedig 1363-ban, II. Fülöp néven Burgundia hercege vált.